# Cykl remontowy
Cykl remontowy – okres między dwoma kolejnymi remontami kapitalnymi.  W tym czasie przeprowadza się prace remontowe o mniejszym zakresie w ustalonej kolejności.
Cykl remontowy jest podstawowym elementem systemu remontów planowo-zapobiegawczych (pzr). System ten opiera się na normatywach, do których należą:
- długość cyklu remontowego
- struktura cyklu remontowego

Struktura cyklu remontowego to plan prac remontowych do wykonania w cyklu remontowym. Przykładowo: dla obrabiarek przyjmuje się strukturę "dziewięcioremontową": 
- do obróbki skrawaniem 
 K - P - B - P - B - P - S - P - B - P - B - P - S - P - B - P - B - P - K
- do obróbki plastycznej 
 K - P - P - B - P - P - B - P - P - S - P - P - B - P - P - B - P - P - S - P - P - B - P - P - B - P - P - K

P - przegląd, B - remont bieżący, S - remont średni, K - remont kapitalny
Długość cyklu remontowego to suma okresów międzyremontowych, czyli resursu oraz czasu trwania remontów. Planowany czas trwania remontu wylicza się na podstawie przypisanych urządzeniu jednostek remontowych.